# Associazione dei ragazzi pionieri italiani
L'Associazione dei ragazzi pionieri italiani (ARPI) (già Piccoli esploratori della pace, poi Associazione milanese ragazzi pionieri e ancora Associazione nazionale ragazzi pionieri), fondata a Milano nel 1915 dall'insegnante Ugo Perucci, fu la prima associazione scout italiana "indipendente" e non aderente a nessuna federazione internazionale.

## Storia
Tra il 1909 e il 1910 il maestro Ugo Perucci fondò a Milano i Piccoli esploratori della pace che divennero, dopo vari cambi di nome prima Associazione milanese ragazzi pionieri, poi Associazione nazionale ragazzi pionieri ed infine Associazione ragazzi pionieri italiani (ARPI). Perucci aveva modificato il nome di esploratori in quello di pionieri per il fatto che reputava quella la miglior traduzione italiana della parola inglese scout.
Nel 1915 Perucci cercò anche di creare una federazione scout italiana (FNRE), ma il suo progetto rimase senza successo poiché il CNGEI decise di non aderire.
Ugo Perucci fu presidente dell'ARPI fino al 4 novembre 1927 quando l'associazione fu soppressa dal Fascismo insieme alle altre associazioni scout italiane.
Tra il 1913 e il 1927 l'ARPI pubblicò anche un piccolo periodico scout intitolato la Rivista del Pioniere.
Perucci non aderì al Corpo nazionale giovani esploratori italiani (CNGEI) poiché era cattolico praticante e rimase sempre contrario al Corpo nazionale di Carlo Colombo a cui rimproverava l'areligiosità, oltre all'accentramento burocratico ed all'impostazione paramilitare.
Il fondatore dell'ARPI però non risparmiò le sue critiche anche all'Associazione scautistica cattolica italiana (ASCI), poiché vedeva nel carattere prettamente confessionale una contraddizione con il carattere pluri-religioso dato al movimento scout da Baden-Powell.
Il maestro milanese ricercò una via di mezzo tra l'impostazione ASCI e quella CNGEI in fatto di educazione religiosa degli scout e volle che la sua associazione non fosse né confessionale ma nemmeno agnostica. Perucci richiedeva ai dirigenti dell'ARPI di essere cristiani convinti e praticanti e nello stesso tempo di agevolare le pratiche dei vari culti a cui appartenevano i ragazzi, secondo i desideri espressi dalle rispettive famiglie. In questo progetto egli ricercò anche la collaborazione dei ministri dei vari culti presenti a Milano.

## La ricostituzione dell'ARPI dopo il Fascismo
Anche i capi dell'ARPI, così come quelli dell'ASCI e del CNGEI non avevano dimenticato lo scautismo. Nel 1952 nacque a Milano l'Associazione boy scout italiani (ABSI), fondata da alcuni dirigenti della disciolta ARPI. L'associazione si dichiarava apolitica e pluriconfessionale. L'uniforme prevedeva il cappello basco e una camicia uguale per tutti. all'interno dell'ABSI esisteva anche un ramo femminile.
L'ABSI non ebbe però vita molto lunga, si sciolse infatti nel 1958.
Nel 1958 Ugo Perucci all'età di 69 anni fondò una nuova associazione scout, che ereditava l'esperienza ARPI e ABSI: il Centro italiano liberi scout.

## Il nome
L'ARPI e le altre associazioni scout da essa derivate dopo la ricostituzione post-bellica non vanno confuse con i pionieri dell'Associazione Pionieri d'Italia (API). Questa fu fondata nel 1945 da genitori militanti nel Partito Comunista Italiano. L'Associazione dei pionieri d'Italia era presente con i suoi circoli presso le sezioni del Partito comunista; alla loro costituzione e formazione collaborò anche il giornalista e scrittore Gianni Rodari.
Proprio per evitare ogni confusione con questi, quando l'ARPI rinacque nel 1952 preferì il nome più moderno di ABSI.